# 岩手県立福岡工業高等学校

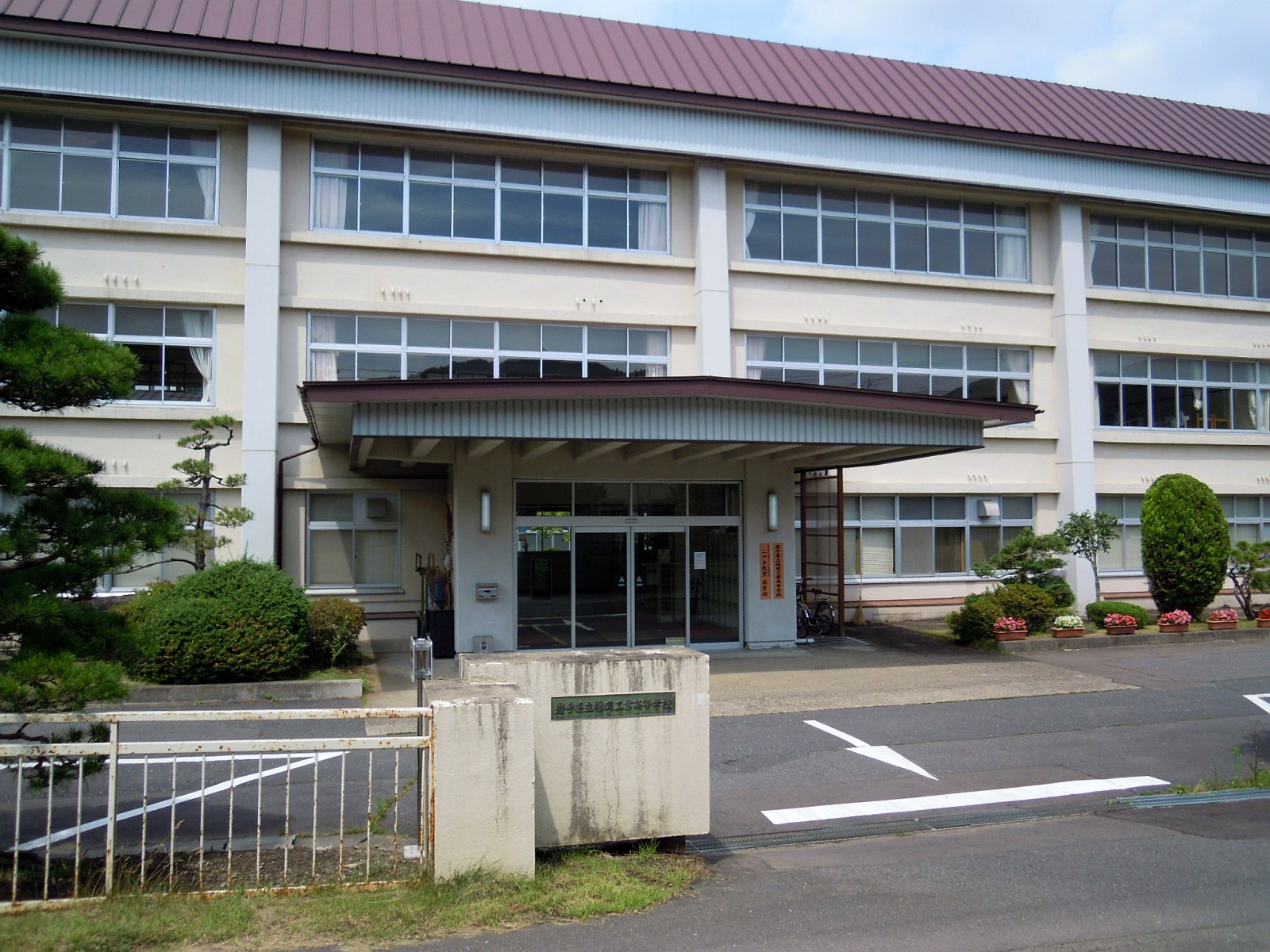
校門

岩手県立福岡工業高等学校（いわてけんりつ ふくおかこうぎょうこうとうがっこう）は、かつて岩手県二戸市石切所にあった県立の工業高等学校である。

## 設置学科
- 全日制課程
  - 機械システム科
  - 電気情報システム科

## 沿革
- 1964年4月1日 - 岩手県立福岡工業高等学校設立（当初の設置学科は機械科・電気科・電子科の3学科）。
- 1964年4月16日 - 開校式・第1回入学式挙行。
- 1986年4月1日 - 情報技術科新設。
- 1997年4月1日 - 情報電子科・都市工学科新設。この年より電子科・情報技術科募集停止。
- 2000年4月1日 - 機械システム科・電気情報システム科新設。機械科・電気科・情報電子科募集停止。
- 2007年4月1日 - 都市工学科募集停止。
- 2016年4月1日 - 岩手県立盛岡みたけ支援学校二戸分教室高等部開設
- 2024年3月31日 - 岩手県立一戸高等学校と統合し閉校。跡地は岩手県立北桜高等学校工業校舎となる。

## アクセス
- 東北新幹線いわて銀河鉄道線利用の場合は二戸駅下車、同駅西口から徒歩3分。
- 八戸自動車道一戸インターチェンジから車で約15分。

## 所在地
現在の住所
- 二戸市石切所字火行塚2-1

現在の本校の所在地はかつての福岡町立石切所中学校（1963年に福岡中学校に統合）の跡地だった。
2016年より、岩手県立盛岡みたけ支援学校二戸分教室高等部が併設されている。